# Campeonato Europeu de Patinação Artística no Gelo de 1947
O Campeonato Europeu de Patinação Artística no Gelo de 1947 foi a trigésima nona edição do Campeonato Europeu de Patinação Artística no Gelo, um evento anual de patinação artística no gelo organizado pela União Internacional de Patinação (em inglês:  International Skating Union) onde os patinadores artísticos competem pelo título de campeão europeu. A competição foi disputada entre os dias 31 de janeiro e 2 de fevereiro, na cidade de Davos, Suíça.
Nesta edição também participaram patinadores dos Estados Unidos, do Canadá e da Austrália.

## Eventos
- Individual masculino
- Individual feminino
- Duplas

## Medalhistas
| Evento                        | Ouro                                         | Prata                                                     | Bronze                                        |
| Individual masculino detalhes | Hans Gerschwiler · Suíça                     | Vladislav Čáp · Tchecoslováquia                           | Fernand Leemans · Bélgica                     |
| Individual feminino detalhes  | Barbara Ann Scott · Canadá                   | Gretchen Merrill · Estados Unidos                         | Daphne Walker · Reino Unido                   |
| Duplas detalhes               | Micheline Lannoy · Pierre Baugniet · Bélgica | Winifred Silverthorne · Dennis Silverthorne · Reino Unido | Suzanne Diskeuve · Edmond Verbustel · Bélgica |

## Resultados

### Individual masculino
| Pos.              | Nome             | Nacionalidade   |
| ----------------- | ---------------- | --------------- |
| Medalha de ouro   | Hans Gerschwiler | Suíça           |
| Medalha de prata  | Vladislav Čáp    | Tchecoslováquia |
| Medalha de bronze | Fernand Leemans  | Bélgica         |
| 4                 | Arthur Apfel     | Reino Unido     |
| 5                 | Zdeněk Fikar     | Tchecoslováquia |
| 6                 | Fritz Durst      | Suíça           |

### Individual feminino
| Pos.              | Nome                  | Nacionalidade   |
| ----------------- | --------------------- | --------------- |
| Medalha de ouro   | Barbara Ann Scott     | Canadá          |
| Medalha de prata  | Gretchen Merrill      | Estados Unidos  |
| Medalha de bronze | Daphne Walker         | Reino Unido     |
| 4                 | Jeannette Altwegg     | Reino Unido     |
| 5                 | Jiřína Nekolová       | Tchecoslováquia |
| 6                 | Alena Vrzáňová        | Tchecoslováquia |
| 7                 | Marion Davies         | Reino Unido     |
| 8                 | Maja Hug              | Suíça           |
| 9                 | Bridget Shirley Adams | Reino Unido     |
| 10                | Jill Linzee           | Reino Unido     |
| 11                | Dagmar Lurchova       | Tchecoslováquia |
| 12                | Barbara Wyatt         | Reino Unido     |
| 13                | Roberta Scholdan      | Estados Unidos  |
| 14                | Ursula Arnold         | Suíça           |
| 15                | Simone Clinckers      | Bélgica         |
| 16                | Patricia Molony       | Austrália       |
| 17                | Lotti Höner           | Suíça           |
| 18                | Gun Hammarin          | Suécia          |
| 19                | Anne-Marie Sjöberg    | Suécia          |
| WD                | Gun Ericson           | Suécia          |

### Duplas
| Pos.              | Nome                                        | Nacionalidade   |
| ----------------- | ------------------------------------------- | --------------- |
| Medalha de ouro   | Micheline Lannoy / Pierre Baugniet          | Bélgica         |
| Medalha de prata  | Winifred Silverthorne / Dennis Silverthorne | Reino Unido     |
| Medalha de bronze | Suzanne Diskeuve / Edmond Verbustel         | Bélgica         |
| 4                 | Denise Fayolle / Guy Pigier                 | França          |
| 5                 | Bela Zachova / Jaroslav Zach                | Tchecoslováquia |
| 6                 | Jennifer Nicks / John Nicks                 | Reino Unido     |
| 7                 | Luny Unold / Hans Kuster                    | Suíça           |
| 8                 | Denise Favart / Jacques Favart              | França          |
| 9                 | Pamela Davis / Ernest H.C. Yates            | Reino Unido     |
| 10                | Eva Dousova / Jaroslav Sadilek              | Tchecoslováquia |
| 11                | Kerstin Wikman / Harry Berlin               | Suécia          |

## Quadro de medalhas
| Ordem | País            | Medalha de ouro | Medalha de prata | Medalha de bronze |   | Ordem por total |
| ----- | --------------- | --------------- | ---------------- | ----------------- | - | --------------- |
| 1     | Bélgica         | 1               |                  | 2                 | 3 | 1               |
| 2     | Canadá          | 1               |                  |                   | 1 | 3               |
| 2     | Suíça           | 1               |                  |                   | 1 | 3               |
| 4     | Reino Unido     |                 | 1                | 1                 | 2 | 2               |
| 5     | Estados Unidos  |                 |                  | 1                 | 1 | 3               |
| 5     | Tchecoslováquia |                 |                  | 1                 | 1 | 3               |
| TOTAL | TOTAL           | 3               | 3                | 3                 | 9 | —               |